# Tellurocystéine
La tellurocystéine est un acide L-α-aminé analogue de la cystéine et de la sélénocystéine dans lequel un atome de tellure remplace respectivement l'atome de soufre et de sélénium.
L'énergie de liaison du tellure au carbone n'est que de 200 kJ·mol-1, à comparer à 234 kJ·mol-1 pour le sélénium et 272 kJ·mol-1 pour le soufre, ce qui explique probablement que la tellurocystéine est normalement absente des êtres vivants, contrairement à ses homologues protéinogènes que sont la cystéine et la sélénocystéine, et demeure peu étudiée.
Cependant, certains organismes comme le champignon Aspergillus fumigatus  sont capables d'incorporer la tellurocystéine et la tellurométhionine dans leurs protéines lorsqu'on les fait croître dans un milieu dépourvu de soufre. On a observé que la tellurocystéine, lorsqu'elle est incorporée à une glutathion S-transférase, inhibe efficacement l'aminoacylation, tandis qu'elle active les glutathion peroxydases.
La L-tellurocystéine peut être obtenue en faisant réagir du tellure avec du (2R)-2-[(tert-butoxycarbonyl)amino]-3-iodopropionate de méthyle dans le tétrahydrofurane en présence de triéthylborohydrure de lithium, ce qui donne une huile rouge qui est acidifiée puis traitée à la soude avant adjonction d'acide citrique pour amener son pH à 4,0 et former un solide orange après filtration et séchage.